# 高僧・野々村
高僧・野々村（たかそう・ののむら）は、かつて吉本興業で活動していたお笑いコンビ。通称：たかのの。1992年結成。1999年解散。

## メンバー
高僧 美喜（たかそう みき、本名（旧姓）：同じ、1974年11月5日 - ）
大阪府大阪市出身。大阪市立新豊崎中学校卒業。血液型B型。
ツッコミ担当。立ち位置は右。
実家は酒屋。解散と同時に芸能界を引退して結婚。現在は大阪府都島区で飲食店を経営している。
引退以降表舞台には顔を見せていない。ただし過去のコンビ時代の映像が流れる際、高僧の映像にも特に加工は施されていない。
野々村 友紀子（ののむら ゆきこ、本名：川谷 友紀子（かわたに ゆきこ）、1974年8月5日 - ）
大阪府大阪市出身。箕面学園高等学校卒業。血液型O型。
ボケ担当。立ち位置は左。
解散後は構成作家として毎日放送「?マジっすか!」やGAORAのbaseよしもと関連の番組で活躍。一時構成作家としての活動を休止し、2児の母として主婦業に専念していたが、構成作家やコメンテーターとしての活動（「笑っていいとも!」など）を再開している。
夫は2丁拳銃の川谷修士。2丁拳銃は彼女たちの1年後輩に当たる。2002年6月30日に入籍。川谷が2005年3月12日に自身主催の音楽イベントで公表した。

## 概要
2人とも小学校時代からの友人で大阪NSCの11期生、1992年4月にコンビ結成。同期はたむらけんじ、陣内智則など。男性の割合が高いお笑いの世界で、数少ない女性のコンビであった。
マイペースなボケとツッコミが合わさった漫才を得意としていたが、単独ライブではコントを披露することもあった。
1997年に一度解散を発表するが、ファンからの要望により撤回する。当時、彼女たちは心斎橋筋2丁目劇場のレギュラーライブの出演者であったが、この活動休止によりオーディションライブからの再スタートを余儀なくされた（その年から2丁目劇場は芸人のランクをワチャA・B・Cの3ランクに分け、リーグ戦の勝敗により秋・冬の2回ランクが入れ替わる方式を採用していた）。以降はホームグラウンドであった2丁目劇場を離れ、他の劇場や営業での活動が中心となる。結局、1999年2月、2丁目劇場の閉館を翌月に控え、コンビは解散した。解散の理由には諸説あるが、劇場の支配人交代に伴い、2丁目劇場のレギュラーライブで「漫才禁止令」が出されたこと（単独ライブや特別な漫才ライブを除く）が大きい、と言われている。彼女たちは漫才を中心に活動していたため、漫才禁止でかなりの打撃を受けてしまった。同じく漫才を中心に活動していた中川家、海原やすよ・ともこは同時期に2丁目劇場を卒業しており、同様の理由で解散に至ったコンビは何組かいると言われている。また野々村は後に出演した藤井ペイジのYOUTUBEチャンネルで高僧の父が亡くなりまだ幼い妹がいたことも解散の理由だと語っている。
解散と同時に高僧は引退、野々村は構成作家として裏方に回ったため、どちらも表舞台からは姿を消している。そのため、長年表立った形で名前が出ることはなかったが、川谷が野々村と結婚していたことを発表した際に、5年ぶりにその名前がメディアに登場した。その後野々村は2008年11月17日放送のやりすぎコージー（テレビ東京）で家族とともにテレビ出演。2010年代以降は野々村単独でテレビ出演することが多くなっている。
立ち位置が、向かって左が野々村・右が高僧であったので、「高僧・野々村」とテロップが出ると名前が入れ替わってしまった。

## エピソード
- すんげー!Best10でも共演した海原やすよ・ともことは仲が良く、やすよ・ともこがパーソナリティーをつとめるラジオ番組に、ゲスト出演をしたことがある。前記の通り、野々村は現在構成作家としても一線を退いているが、やすよ・ともこの漫才を2人と共同で制作することは続けている。
- 2020年に出版されたAマッソの加納の初エッセイ本『イルカも泳ぐわい。』のタイトルの由来は高僧・野々村の高僧のツッコミのフレーズに由来する。

## 番組出演
- オールザッツ漫才（毎日放送、1994年 - 1996年）
- すんげー!Best10（朝日放送）
- 爆笑BOOING 第9代グランドチャンピオン（関西テレビ）
- お笑いダンクシュート（NHK総合）
- AHERA（テレビ朝日）
- YES GO!GO!NIGHT（YES-FM）

## ライブ出演
- ハニー　- 単独ライブ
- 漫才ナイト
- WACHACHAブレイク
- ワチャチャライブ